# Alessandro Poglietti

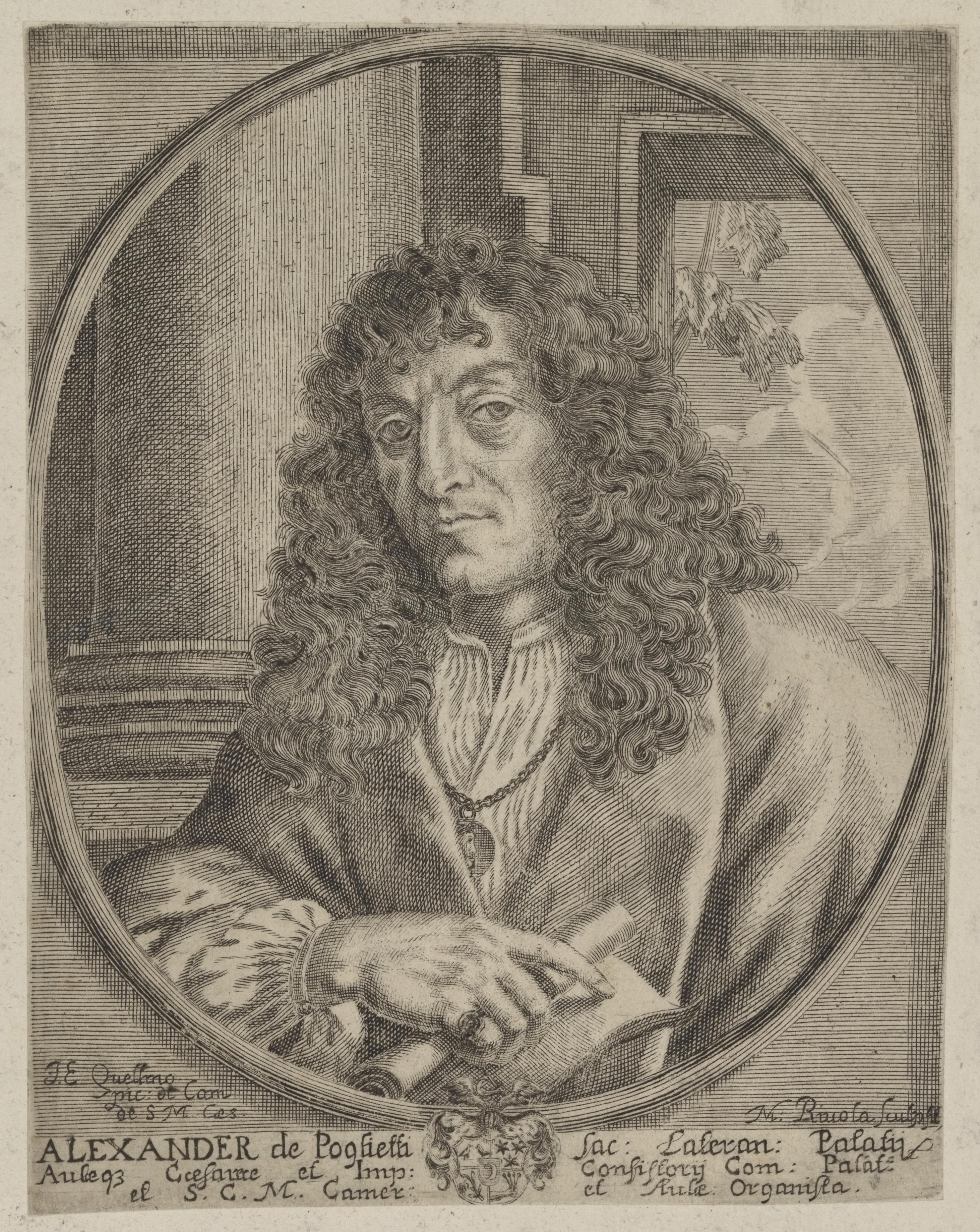
Alessandro Poglietti

Alessandro Poglietti (* erste Hälfte des 17. Jahrhunderts; † Juli 1683 vor Wien) war ein Organist und Komponist des Barock, dessen Herkunft noch nicht letztgültig geklärt werden konnte.

## Leben
Spätestens seit Jänner 1661 wirkte er als Organist, zunächst bei den Jesuiten, ab Mitte des Jahres bis zu seinem Tod als Kammer- und Hoforganist am Kaiserlichen Hof unter Leopold I. Für die Vermutung, Poglietti stamme aus der Toskana, gibt es keine Belege. Einige Indizien deuten, trotz seines italienischen Namens, auf einen Geburtsort in Mähren, so schrieb Johann Gottfried Walther 1732 in seinem „Musikalisches Lexicon“: „Er soll ein Teutscher gewesen seyn“. Am Hof, sowie im weiteren Umkreis (in Kremsier und Kremsmünster) scheint er einiges an Ansehen genossen zu haben, dies auch in besonderem Maße durch seine lautmalerischen Vertonungen.
Auf der Flucht aus der von den Türken belagerten Stadt wurde Poglietti im Juli 1683 von feindlichen Händen erschlagen, seine Familie wurde gefangen genommen.

## Werke
Er komponierte überwiegend für Tasteninstrumente, daneben haben sich einige Ensemble- und Chorwerke sowie die theoretische Schrift „Compendium“ erhalten. Besonders hervorzuheben sind Rossignolo, eine breit angelegte Suite samt Toccata, Ricercar, Variationen und Capriccios (darunter das über das „Hennergeschrey“), sowie seine Sammlung von zwölf streng kontrapunktischen Ricercari. Herausragende Beispiele seiner lautmalerischen Kompositionen für Cembalo sind die Toccatina sopra la Rebellione di Ungheria (1671), die Toccata fatta sopra Cassed di Filipsburgo (1676) und das Capricietto sopra il cucu „Il Rossignolo“ (1677).
Nach seinem Tod wurden vor allem seine kontrapunktischen Werke breiter rezipiert.

## Auszeichnungen
- Orden vom Goldenen Sporn (vor 1681)